# Campionat de Catalunya d'hoquei sobre herba masculí 1959-1960
El Campionat de Catalunya d'hoquei sobre herba masculí 1959-1960 fou la trenta-novena edició de la competició. Se celebrà des del 8 de novembre de 1959 fins al 14 de febrer de 1960 i fou organitzada per la Federació Catalana de Hockey. Hi participaren sis clubs, destacant els equips habituals del campionat com el CD Terrassa, vigent campió, el RC Polo, el Club Egara, el FC Barcelona, entre d'altres.
La competició se celebrà durant els caps de setmana de la temporada 1959-1960 i es disputà en format de lliga regular a doble volta, un partit com a local i l'altre com a visitant, amb un total de dotze  jornades. La classificació final s'establí d'acord amb els punts totals obtinguts per cada participant en finalitzar el campionat. Els equips obtingueren dos punts per cada victòria, un punt per cada empat i cap punt per cada derrota.
Es proclamà campió el Reial Club de Polo, que acabà imbatut a la competició i aconseguí el seu divuitè campionat.

## Clubs participants
- Atlètic Terrassa Hockey Club
- CF Barcelona
- Club Egara
- Júnior Futbol Club
- Reial Club de Polo de Barcelona
- Club Deportiu Terrassa

## Taula de resultats
| Casa \ Fora         | ATL | FCB | EGA | JUN | POL | TER |
| ------------------- | --- | --- | --- | --- | --- | --- |
| Atlètic Terrassa HC | —   | 0–1 | 1–4 | 1–0 | 0–3 | 0–1 |
| CF Barcelona        | 1–0 | —   | 0–0 | 1–1 | 1–2 | 2–1 |
| Club Egara          | 2–0 | 2–0 | —   | 4–1 | 1–1 | 0–1 |
| Júnior FC           | 1–1 | 0–1 | 0–4 | —   | 0–8 | 1–5 |
| RC Polo             | 4–1 | 2–0 | 3–1 | 5–0 | —   | 0–0 |
| CD Terrassa         | 3–0 | 1–0 | 3–1 | 3–0 | 0–1 | —   |

## Classificació general
| Pos | Equip               | PJ | PG | PE | PP | GF | GC | DG  | Pts |
| --- | ------------------- | -- | -- | -- | -- | -- | -- | --- | --- |
| 1   | RC Polo             | 10 | 8  | 2  | 0  | 29 | 4  | +25 | 18  |
| 2   | CD Terrassa         | 10 | 7  | 1  | 2  | 18 | 5  | +13 | 15  |
| 3   | Club Egara          | 10 | 5  | 2  | 3  | 19 | 10 | +9  | 12  |
| 4   | CF Barcelona        | 10 | 4  | 2  | 4  | 17 | 9  | +8  | 10  |
| 5   | Atlètic Terrassa HC | 10 | 1  | 1  | 8  | 4  | 20 | −16 | 3   |
| 6   | Júnior FC           | 10 | 0  | 2  | 8  | 3  | 33 | −30 | 2   |

| Campió de Catalunya d'hoquei sobre herba 1959-60 |
| ------------------------------------------------ |
| Reial Club de Polo Divuitè títol                 |